# Armeno Armeni
Armeno Armeni (Piediluco, 29 giugno 1870 – Piediluco, 25 ottobre 1950) è stato un pittore e poeta italiano.

## Biografia
Figlio di Gerardo Armeni e della nobildonna Maria Tazza, frequentò il Collegio Umberto I di Rieti e poi la Regia Accademia di belle arti di Roma, dove strinse fraterna amicizia col pittore e decoratore reatino Antonino Calcagnadoro e con il suo discepolo Luigi Catini, iniziando a dipingere fin da giovane.
All'Accademia conobbe anche i pittori spagnoli Angel Andrade Blázquez e Santiago Regidor Gomez: a entrambi mostrò le bellezze del lago di Piediluco e del fiume Velino, le cui vedute si possono riconoscere in due grandi tele di Santiago Regidor Gomez.
Completati tutti i vari corsi dell'Accademia entrò come insegnante in quello stesso Collegio di Rieti, dove aveva studiato. Sposò Zaira Magnatti, da cui ebbe tre figli. Successivamente insegnò e fu preside a Sansepolcro, Brescia, Ferentino, Rieti e Terni, fino al 1940.
Negli anni a cavallo tra Ottocento e Novecento collaborò con la rivista di letteratura, arte ed economia Vita Sabina scrivendo articoli sulla storia dell’arte italiana dal Medio Evo fino al Settecento e una storia del suo paese natìo col titolo Piediluco gemma dell’Umbria (1897). Scrisse anche parecchi testi scolastici e molte poesie in vernacolo e in italiano, sempre di forte connotazione satirica, pubblicate per anni sull’inserto per l'Umbria del Messaggero.

## Opere pittoriche

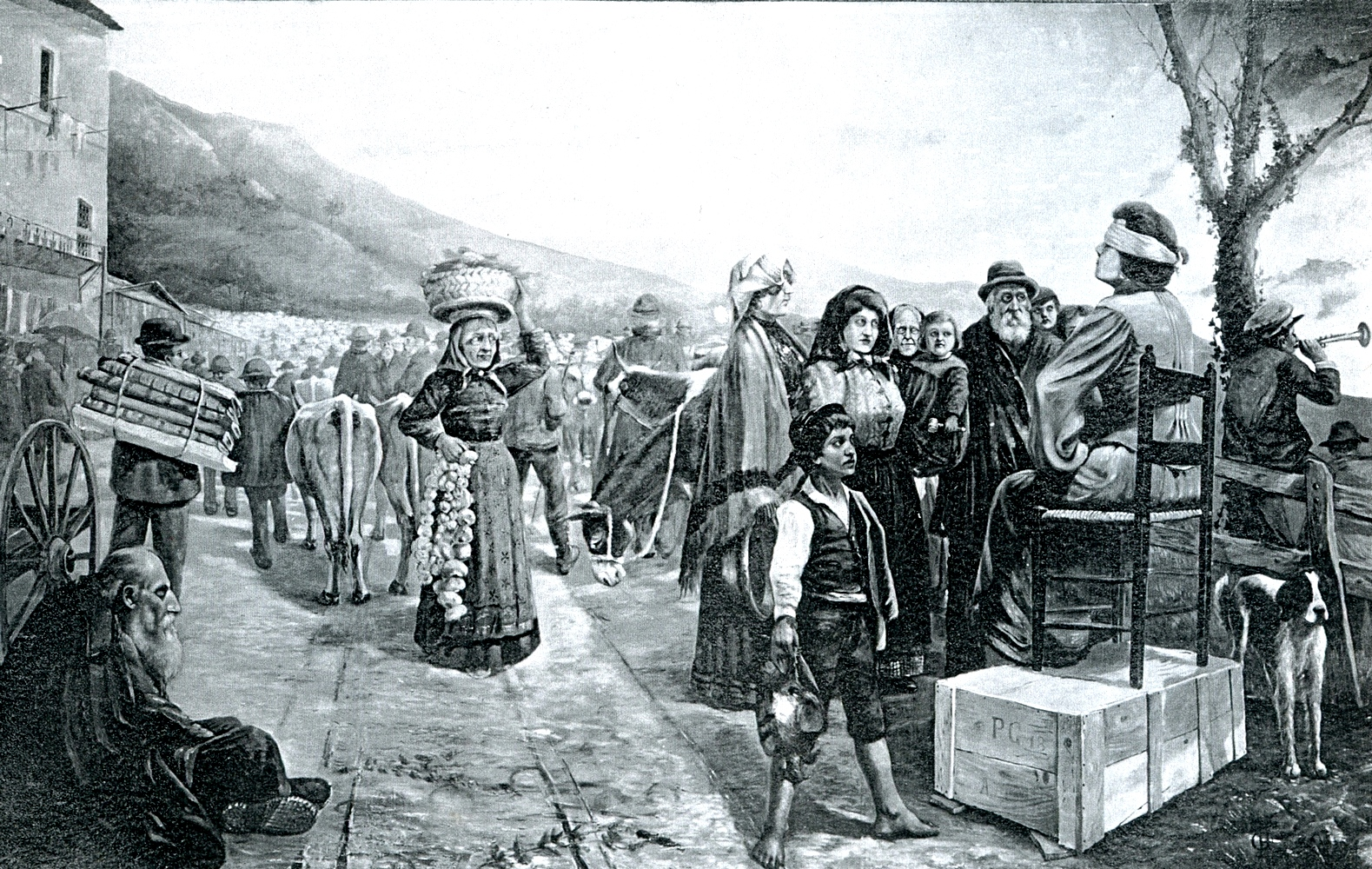
Armeno Armeni, Il farabuttismo vince sulla pietà (olio su tela 1903)

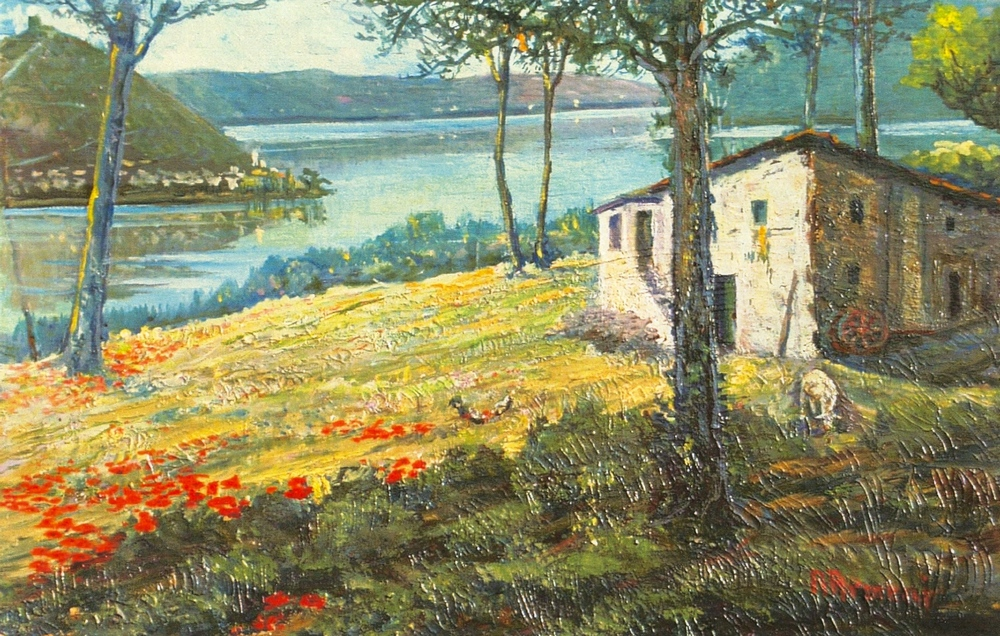
Armeno Armeni, Collesanto (olio su tavola 1911)

Fu soprattutto pittore. I suoi quadri sono pieni di luce, trasmettono serenità e amore per la bellezza della natura, con una forte vena poetica. La sua pittura risentì soprattutto dell'indirizzo accademico, ma percepì anche gli aneliti anti-accademici, a volte impressionistici e volte espressionistici, dei pittori italiani suoi predecessori o contemporanei, quali Filippo Palizzi, Cesare Fracassini, Luigi Morgari, Vincenzo Caprile, Federico Faruffini, Domenico Morelli e in modo speciale Antonio Fontanesi.
(Domenico Cialfi)
Partecipò a molte mostre tra cui l'Esposizione Universale di Genova del 1908 e quella di Amsterdam del 1909: in entrambe vinse il Grand Prix e la Medaglia d’oro per il disegno ornamentale e geometrico. In Italia espose a Rieti nel 1926, 1928 e 1930; nel 1938 a Terni.
Molto significativa la grande tela a olio (3.50 x 2.50 m) del 1903 Il farabuttismo vince sulla pietà: sullo sfondo di una fiera del bestiame si vede in primo piano una chiromante con una fila di gente davanti per farsi leggere la mano, e in un angolo un povero vecchio dalla barba grigia a cui nessuno fa l’elemosina. Questa tela fu esposta all’Esposizione di St. Louis (USA) nel padiglione italiano nel 1904.

## Opere letterarie
- La pittura italiana attraverso i secoli e le varie scuole, Sansepolcro, Tipografia Biturgense, 1905.
- Piediluco gemma dell'Umbria, cenni storici e topografici, Rieti, Tipografia P. Petrongari, 1930.
- La vergine della Rocca di Luco, Terni, Tipografia Stella, 2004.

## Omaggi
- Nel 2013 la città di Terni gli ha intitolato il lungolago di Piediluco.